# 哈巴 (法老)
哈巴（Khaba）是埃及古王国时期的一位法老，一般认为其统治期接近于埃及第三王朝末期。他被认为是塞汉赫特的王位继承者。其统治期为四年，大概位于公元前2643年至2637年之间。 由于现今还缺乏证据证明这位法老的存在，所以这些数据都还只是臆测。
现在认为哈巴与位于吉萨南部两公里处的层级金字塔有关。这座未完成的金字塔是典型的第三王朝的砖石建筑结构，其原始高度为42-45米，现高约20米。尽管至今还没有直接的铭文记载能够证明这座金字塔属于该法老，但是该金字塔附近的四个（或者五个）遗址已被证明是属于该法老的，并且在该金字塔北部的Z-500号马斯塔巴中出土的八个雪花石膏碗上发现了这位法老的“王宫门面”。
在都灵王表中，哈巴被称为“被擦除者”，这说明在其任期内可能存在着王朝政局的动荡，另一种可能是这份王表的抄写员无法完全译解更古老记载中这位法老的名字。也有人认为哈巴其实是第三王朝的末王——胡尼的荷鲁斯名，即这两位法老事实上是同一个人。
哈巴的王名一般以“王宫门面”的形式表现出来，而非用在该王朝末期业已形成的椭圆形边饰的形式表现。在“王宫门面”中，他的名字用一个正在升起的太阳的符号（音译即为“kha”）和一个凹嘴鹳的符号（音译为“ba”）表示。他名字的意思为“灵魂出现”。